# 毘舎離
毘舎離（びしゃり、梵: Vaiśālī, ヴァイシャーリー、巴: Vesālī, ヴェーサーリー）は、古代インドの十六大国の1つヴァッジ国内にあった商業都市。吠舎離とも。
リッチャヴィ族（離車族）の住んでいた地域で、自治制・共和制がしかれ、通商貿易が盛んで、自由を尊ぶ精神的雰囲気があったと言われている。
釈迦の時代においてもよく知られた商業都市であり、仏典にも数多くその名が見られる。また、仏教教団自体にも強い影響を与えており、仏教僧団を意味する「サンガ」（僧伽）という言葉は、元々はこの地域に発生した商工業者の同業組合や共和制を意味する言葉であり、その仕組みを仏教教団側が採用したことから、仏教僧団がこの名で呼ばれるようになった。
初期仏教教団における特異な在家信徒（後に出家）である遊女アンバパーリーが住んでいたことや、仏教経典の第2回結集が行われたことで有名。